# Mont Siguniang
Le mont Siguniang (pinyin : sì gū niang shān ; litt. « montagne des quatre demoiselles ») est situé dans la province chinoise du Sichuan et fait partie de la cordillère du Qionglai.
Le plus haut sommet est le pic Yaomei (幺妹峰) qui culmine à 6 240 m d'altitude.
Le mont Siguniang est parfois surnommé les « Alpes de l'Orient » (东方的阿尔卑斯).

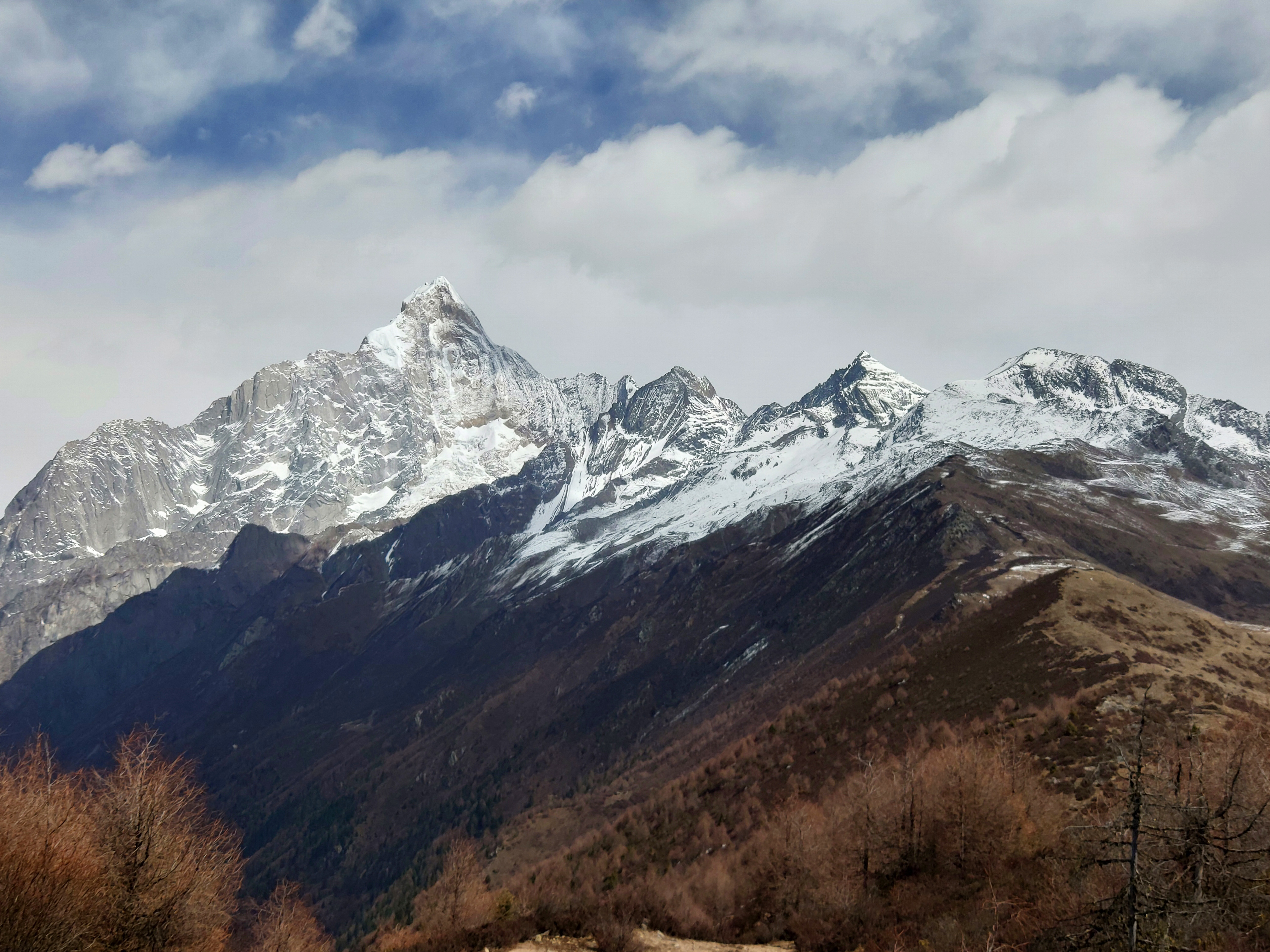
Les quatre pics

## Parc national du mont Siguniang
Le parc touristique du mont Siguniang a été décrété parc national le 13 janvier 2004. C'est l'un des sanctuaires des pandas géants du Sichuan.